# Marise
Marise ist ein weiblicher Vorname.

## Herkunft und Bedeutung
Der Name ist eine französische Verkleinerungsform von Marie.
Varianten sind unter anderem Manon, Marianne, Marielle, Marion und Mariette.

## Bekannte Namensträgerinnen
- Marise Chamberlain (1935–2024), neuseeländische Mittelstreckenläuferin und Sprinterin
- Marise Kruger (* 1958), südafrikanische Tennisspielerin
- Marise Payne (* 1964), australische Politikerin